# Liste des évêques de Mbaïki

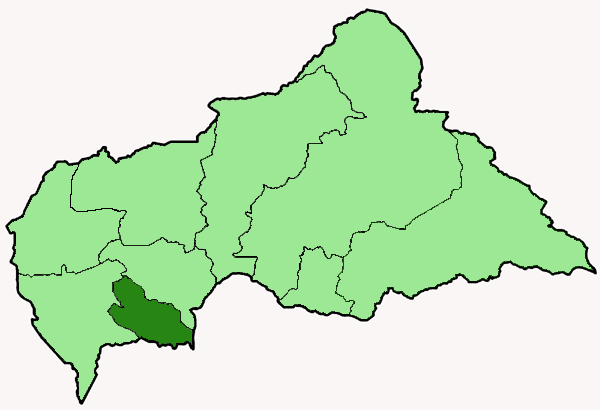
Carte du diocèse de Mbaïki - Diocesis de Mbaïki. Dessiné par Alclerus, le 05 mars 2016.

L'évêché centrafricain de Mbaïki couvrant le diocèse de Mbaïki (Dioecesis Mbaikiensis) est créé le 10 juin 1995, par détachement de l'archevêché de Bangui.

## Évêques
- 10 juin 1995 - 10 mars 2021 : Guerrino Perin
- depuis le 10 mars 2021 : Jesús Ruiz Molina